# 和泉克雄
和泉 克雄（いずみ かつお、1916年 - 2010年2月1日）は、日本の詩人、俳人、グッピー研究家。

## 略歴
東京府東京市深川区（現東京都江東区）本所柳島生まれ。本名・牛次。中央大学商業学校卒業、アテネ・フランセ中退。1950-1980年「和泉熱帯魚研究所」を経営、おもにグッピー、卵生メダカ・卵胎生メダカを研究・繁殖。日本グッピー協会会長を務めた。

## 著書
- 『変奏曲 詩集』日本未来派発行所 1952
- 『波の上 詩集』日本文芸社 1964
- 『短い旅 和泉克雄詩集』鱗片社 1964
- 『祈祷書』鱗片社 1965
- 『風媒歌 詩集』鱗片社 1966
- 『グッピーへの招待』緑書房 1967
- 『水草のすべて』緑書房 1968
- 『熱帯魚の楽しみ方 正しい飼い方とふやし方』(レジャー・シリーズ) 西東社 1968
- 『グッピー百科』西東社 1969
- 『熱帯メダカ族百科 飼育繁殖の基本から美の創造へ』東京書店 1971
- 『純粋酒 詩集』短歌新聞社 1983
- 『夜の旅 散文詩48篇 1970～1983』一風堂 1984
- 『静物誌 1980～1985 詩集』一風堂 1985
- 『影絵座 1983～1986 詩集』鱗片社 1987
- 『鱗片帖 句集』鱗片社 1988
- 『彩色記 詩集』鱗片社 1988
- 『夏花帖 句集』鱗片社 1989
- 『間奏曲 1986～1988 詩集』鱗片社 1989
- 『地名帖 句集』鱗片社 1990
- 『一夜帖 句集』鱗片社 1990
- 『地球儀 句集』鱗片社 1991
- 『化石湖 句集』鱗片社 1991
- 『砂時計 句集』鱗片社 1992
- 『夜半楽 詩集』鱗片社 1992
- 『桃源境 詩集』鱗片社 1993
- 『菜園帖 句集』鱗片社, 1993
- 『蒐印帖 句集』鱗片社, 1994
- 『花粉袋』鱗片社 1995
- 『グッピーのすべて 最高権威が教える第一級の知識』東京書店 1996
- 『熱帯メダカ族百科 最高の観賞魚』東京書店 1996
- 『遁走譜 詩集』鱗片社 1996
- 『雅俗帖 句集』鱗片社 1996
- 『薔薇町』鱗片社 1997
- 『睡眠期』鱗片社 1997
- 『鴉の話 猫の話』鱗片舎 1998
- 『古い話 短篇集』鱗片舎 1999
- 『星宿帖 句集』鱗片舎 2000
- 『蜃気楼 海岸巡礼紀行』鱗片舎 2001
- 『熱帯メダカ族の楽しい飼い方』東京書店 2001
- 『グッピーの楽しい飼い方』東京書店, 2002
- 『メダカ館 小説』鱗片舎 2002
- 『春眠帖 句集』鱗片舎, 2003
- 『夏眠館 詩集』鱗片舎 2004
- 『秋眠館 雑記』鱗片舎 2005
- 『冬眠館 詩集』鱗片舎 2006
- 『夢幻抄 手記』鱗片舎 2010-2011